# Dème de Corfou-Centre et des îles Diapontiques
Le dème de Corfou-Centre et des îles Diapontiques, en grec moderne : Δήμος Κεντρικής Κέρκυρας και Διαποντίων Νήσων, est un dème de la périphérie des îles Ionniennes, situé sur l'île de Corfou,  en Grèce. Il est créé, en 2019, par le programme Clisthène I, qui supprime le dème de Corfou. 
Il est constitué des anciens dèmes de Corfou, Achílleio, Érikoussa, Mathráki, Othoni, Paleokastrítsa, Parélii et Féakes (programme Kapodistrias), qui sont ensuite devenus des unités municipales du dème unique de Corfou (programme Kallikratis).
Son siège est la ville de Corfou.